# Opiostomus plovdivensis
Opiostomus plovdivensis is een vliesvleugelig insect uit de familie van de schildwespen (Braconidae). De wetenschappelijke naam van de soort is voor het eerst geldig gepubliceerd in 1983 door Zaykov & Fischer.